# Назарівська, 9
Будинок №9 розташований по червоній лінії вулиці Назарівська, в ряду щільної забудови кінця XIX – початку ХХ століття. Будинок №9, зведений 1900 року, відноситься до періоду панування в архітектурі Києва еклектики з використанням історичних стилізацій у декоруванні. Один із перших прибуткових будинків на вулиці Назарівській.

## Історія
В історичній і краєзнавчій літературі дані про садибу №9 відсутні. Але документи, опрацьовані в архівах міста, дають змогу досить повно описати історію власників садиби та її забудови.

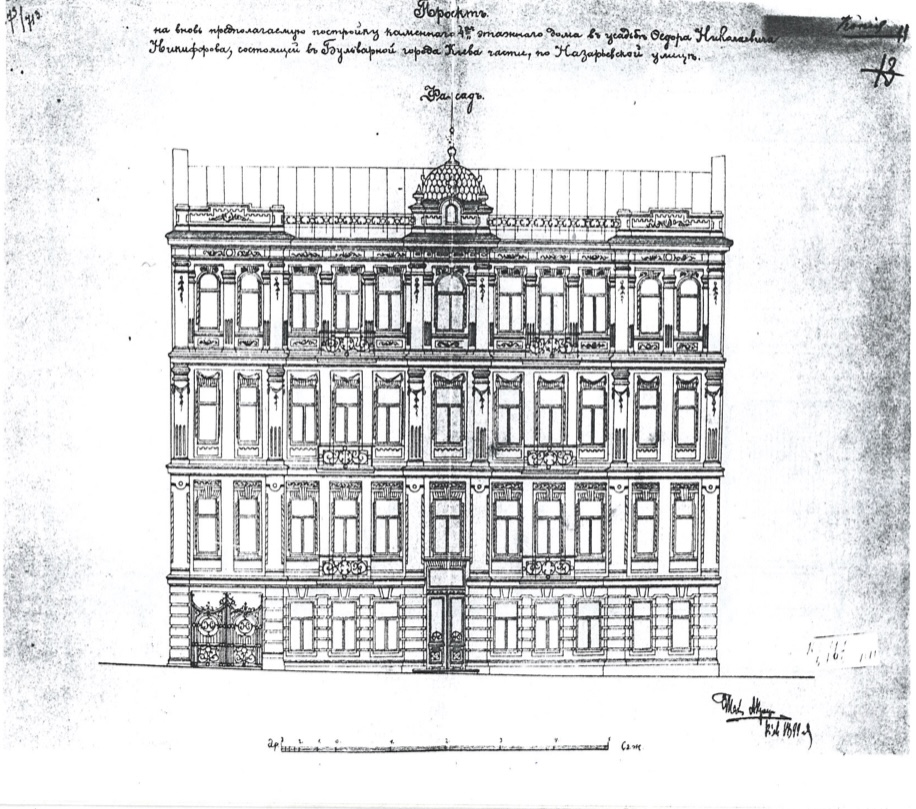
План фасаду

1878 року садибу площею 298 кв. саженей придбала дворянка Аполлонія Діонісіївна Запесочна–Булавська. Невдовзі після купівлі, 1880 року вона отримала у Будівельному відділенні Київської міської управи дозвіл на спорудження 1-поверхового дерев’яного одноповерхового флігеля з двома входами в садибі. На той час існував вже фасадний Г-подібний в плані дерев’яний будинок з кам’яними стовпами. 
Після А. Запесочної-Булавської садибою володів Студенков Михайло Григорович. При ньому забудова залишалася некапітальною і приносила невеликі прибутки порівняно з багатоповерховими будинками, що у середині 1880-х років вже активно будуються в Києві. Тому новий власник садиби, Федір Миколайович Никифоров, звертається 10 вересня 1899 року до міської управи за дозволом на спорудження кам’яного 3-поверхового флігелі з підвалом (на плані позначений літерою F) і дерев’яних нежитлових 2-поверхових служб при двох брандмауерах в тилу садиби. Хоча план складений раніше, у 1886 році, на ньому позначені наступні споруди, що планувалися до будівництва.
Дозвіл був отриманий і того ж числа був погоджений проєкт 3-поверхового кам’яного флігеля, складений техніком А.К. Краусом. Краус вів також нагляд за будівництвом, про що свідчить його відповідальна підписка.
Андрій-Фердінанд Кіндратович Краус — відомий київський технік-архітектор. За його проєктами в Києві зведено велику кількість споруд: готелі «Пале-Рояль», «Ермітаж», прибуткові будинки по вулиці Червоноармійській 10,24,41,44,54, Ш. Руставелі №22, Саксаганського, 10,28,43,44,81,89,91,147/5, Рейтарській, 25, Михайлівській 11,22 та багато інших. А.Краус працював переважно в стилістиці еклектики з елементами ренесансу і бароко в декоруванні. 
На початку ХХ століття майно купив Рожанський Аполінарій Миколайович, спадкоємиця якого — дружина Ольга Іванівна та діти Микола, Дмитро, Ольга і Віра, володіли майном до 1918 року включно, і ймовірно залишилися його власниками до націоналізації на початку 1920-х років. За «Даними про прибутки» 1918 року, які домовласники подавали кожного року до Міської управи, власники займали квартиру №2. Всього в обох будинках здавалося 18 квартир.
Останні власники домоволодіння не вносили ніяких змін до забудови ділянки, що остаточно склалася 1900 року. На плані частини м. Києва 1925 року ми бачимо цю забудову в садибі (іл.15).
Будинок є цінним як пам’ятка історії. В ньому проживала родина Русових, зупинявся Дмитро Дорошенко. Олександр Олександрович Русов (1847-1915) жив у будинку у будинку у 1908-15 роках. О. Русов — земський статистик, етнограф, фольклорист, громадський діяч.
У будинку жила його дружина Софія Федорівна Русова–Ліндфорс (1856-1940) — громадська та культурно-освітня діячка, педагог. Стояла біля джерела жіночого руху в Україні.
1909 року в цьому будинку в квартирі Русових зупинявся Дмитро Дорошенко (1882-1951) — історик, публіцист, громадсько-політичний діяч. У цей час був співробітником газети «Рада», журналів «Украинская жизнь», «Літературно-науковий вістник» та інших українських видань.

## Архітектура
На проєктних кресленнях головного фасаду зображений будинок, декорування головного фасаду якого вирішено з використанням ренесансних стилізацій. Декоративні елементи ліпні і змодельовані в цеглі. Композиція головного фасаду симетрично-осьова, весь симетрії підкреслена центральним ризалітом, що звершується тридільним фронтом зі шпилем. Прямокутні вікна доповнені простими клинчастим сандриками та підвіконними вставками із зубчастим декором. Атик доповнено банею, що вкрита лускою зі шпилем. На покрівлі зображений металевий ажурний парапет, що на сьогодні не зберігся, так само як і баня. Вертикальне членування фасаду підкреслено лопатками і пілястрами, що фланкують ризаліти та вікна. Не збереглися також первинні ажурні металеві огорожі балконів, двері головного під’їзду, ажурні грати проїзд у двір, дерев’яне заповнення вікон. Існуючий будинок в цілому зберіг свою композицію і основні деталі. Первинні інтер’єри парадного під’їзду і квартир (ліпні плафони, печі, паркетна підлога, тощо) не збереглись. Первісне планування квартир також змінено. За авторським проєктом, на кожному поверсі розташовувалось по дві п’яти та чотирикімнатні квартири з кухнею, туалетом, ванною кімнатою. Вікна квартири виходили на вулицю і у двір. З кухні вів вихід на чорні сходи. Зараз будинок зберігся і знаходиться на сьогодні в аварійному стані.

## Галерея

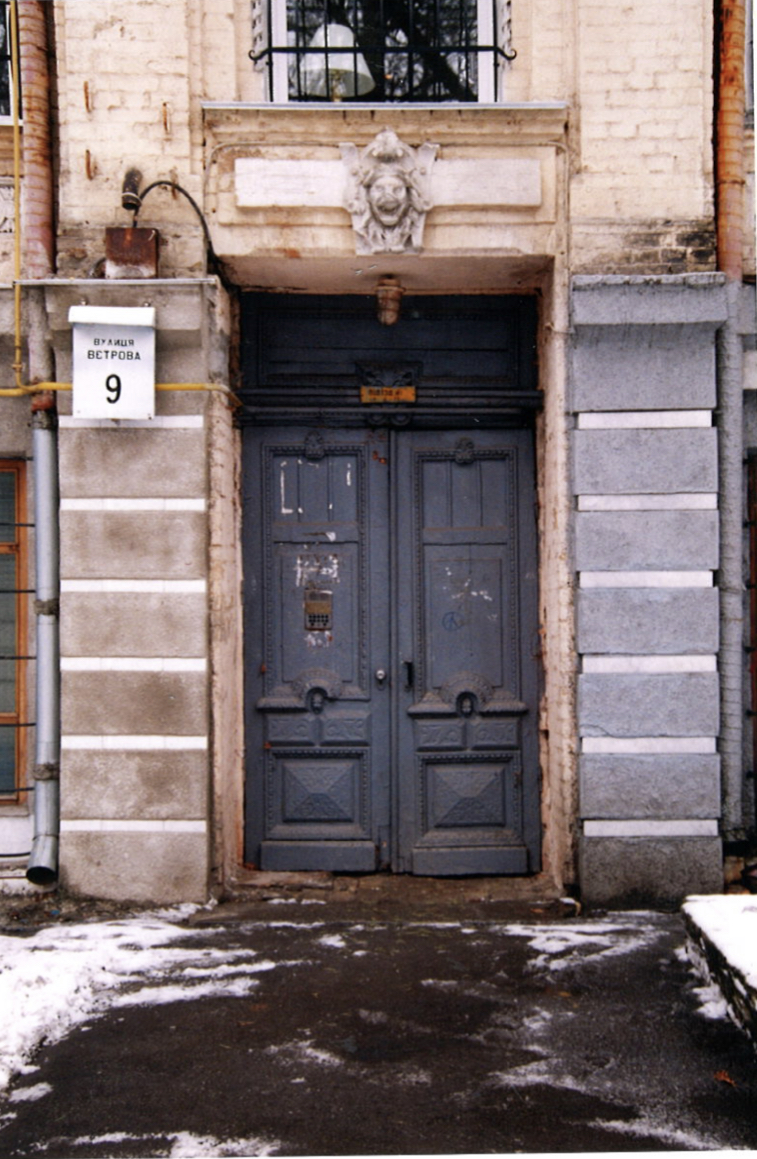
Головний фасад. Двері
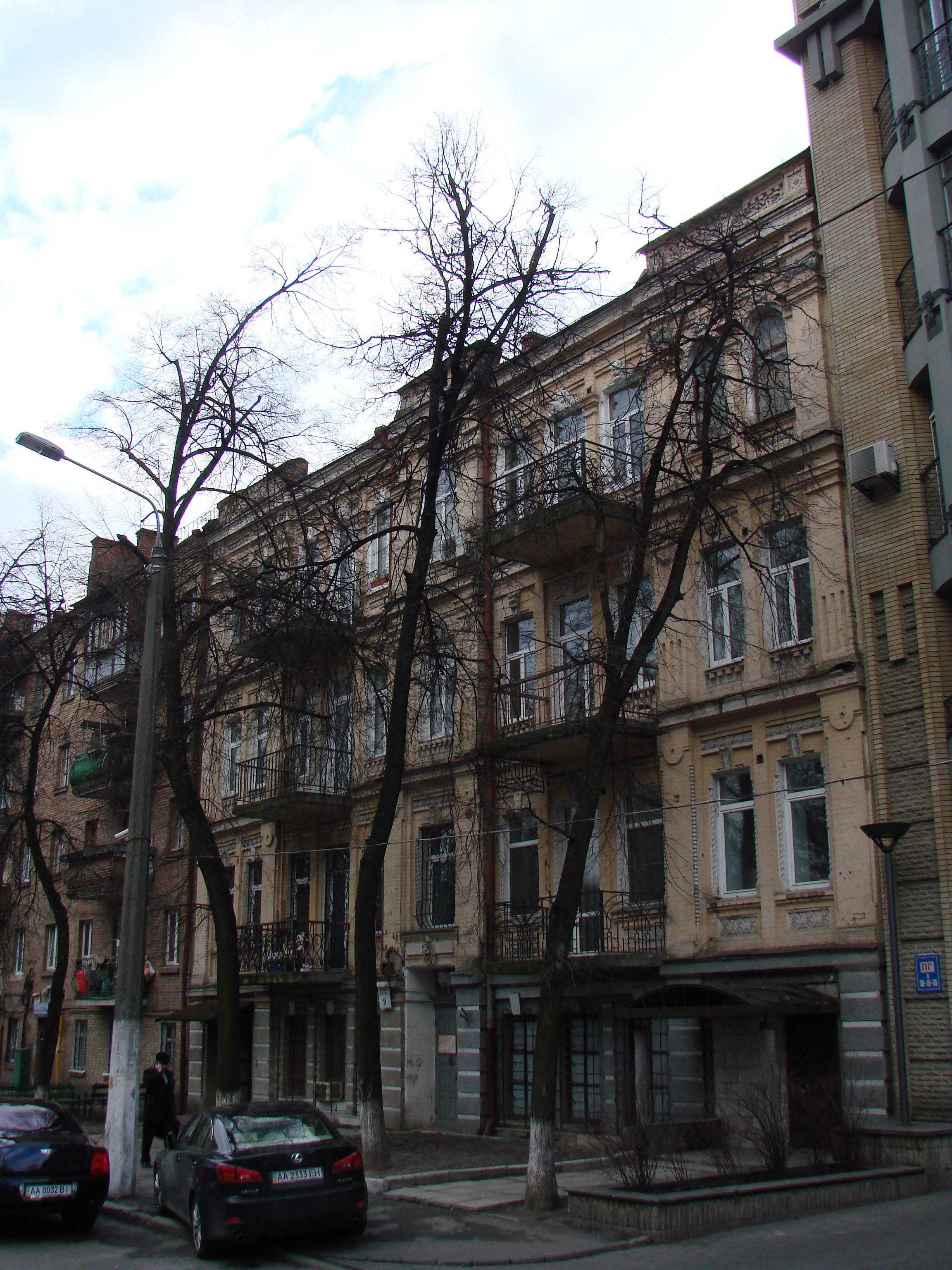
Вид збоку
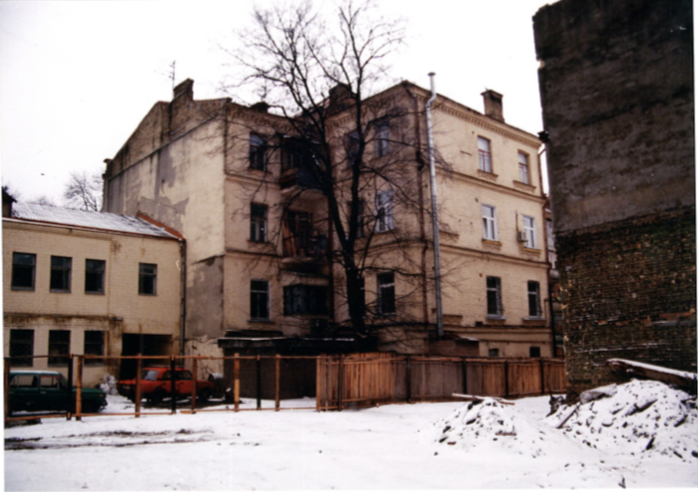
Дворовий фасад
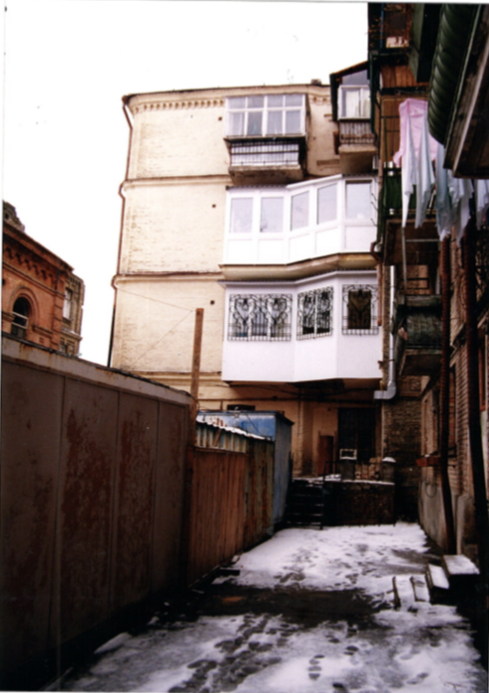
Дворовий фасад. Фрагмент
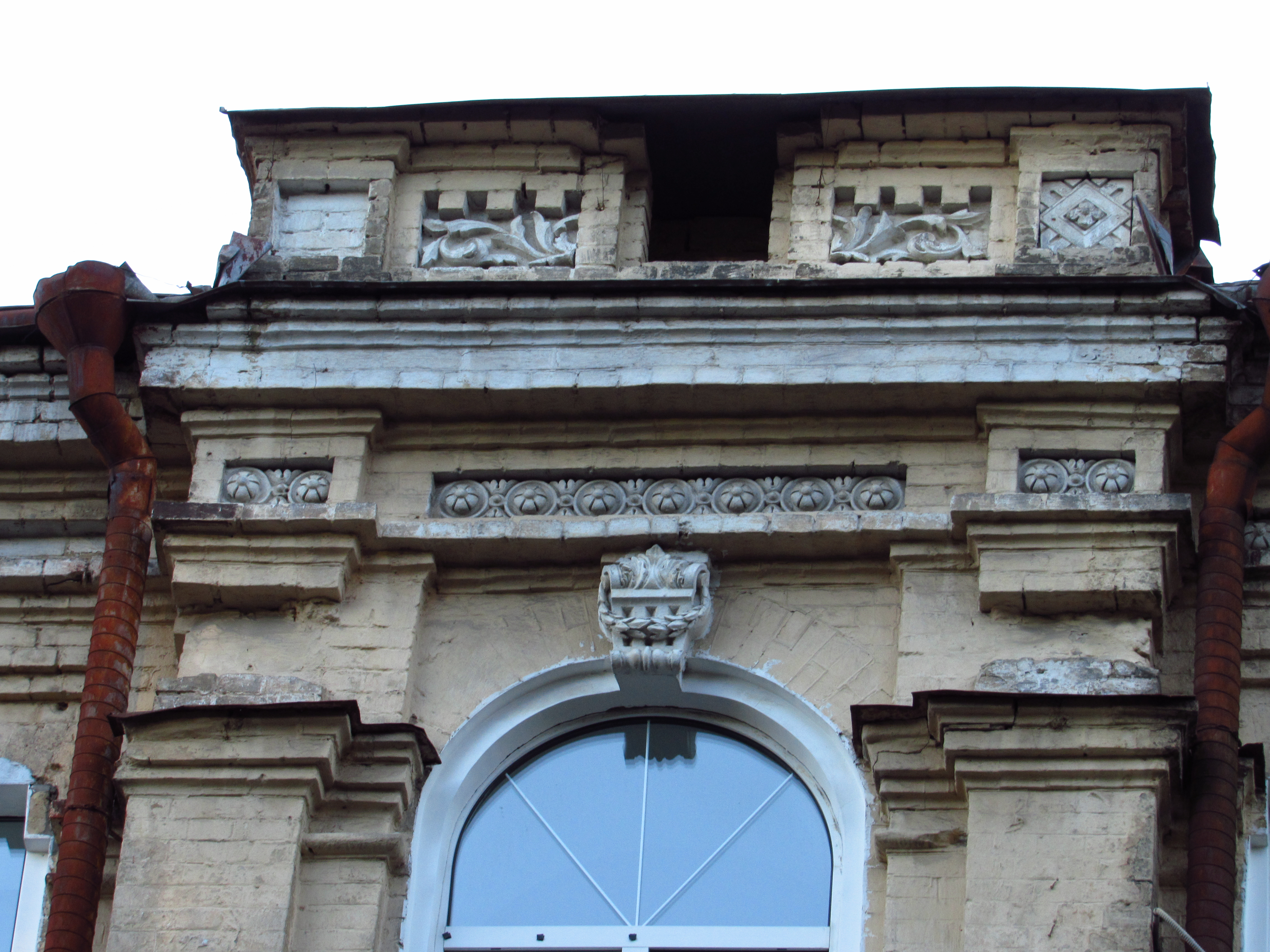
Фрагмент